# الفن المهدى

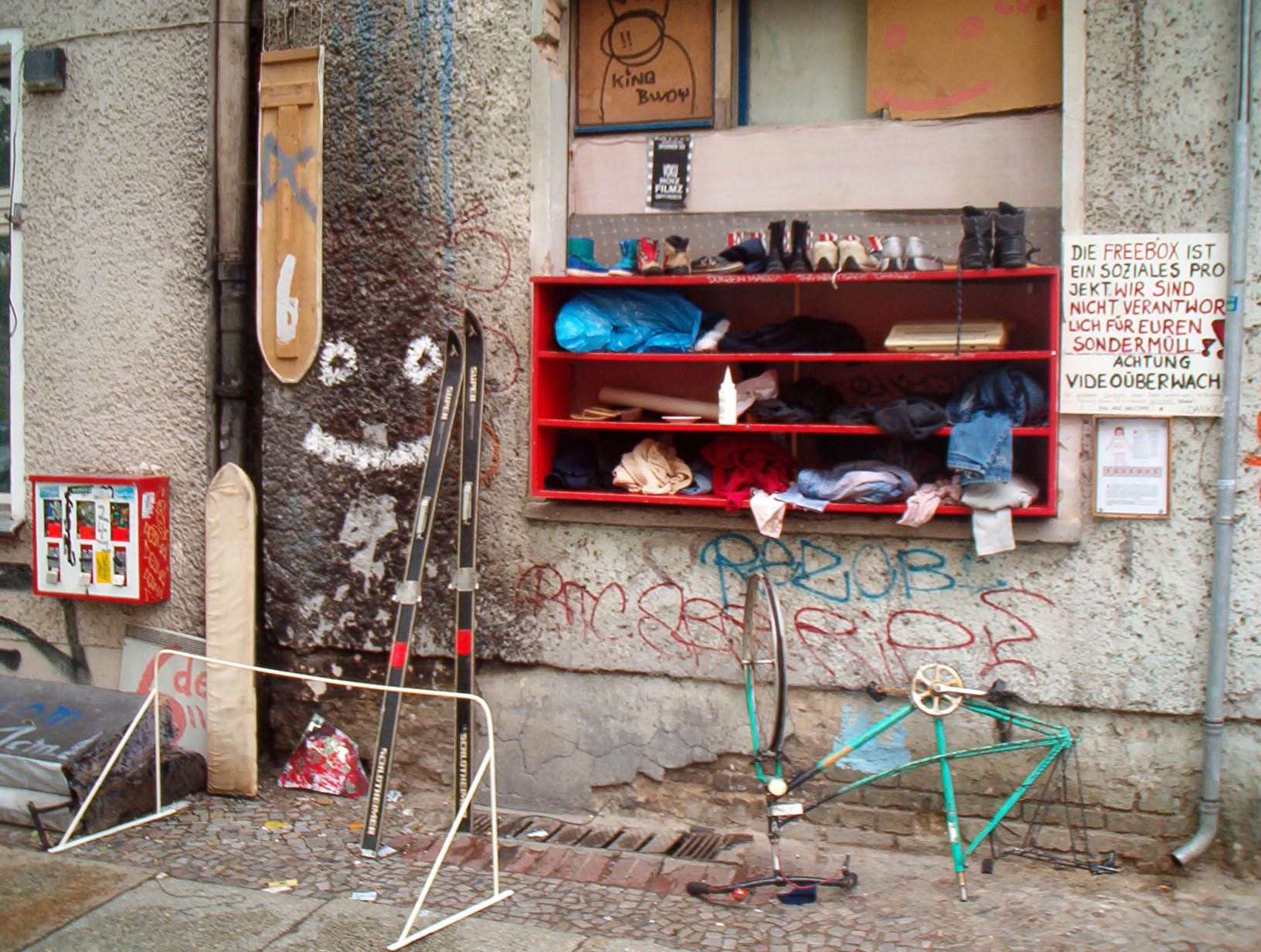
صندوق حر في برلين ، ألمانيا عام 2005 والذي يعمل كمركز توزيع للمواد المتبرع بها.

الفن المُهدى «أو الفن المجاني» هو أي شكل أو قطعة فنية التي تعطى مجاناً لمدينةٍ ما، مجموعة من الناس، مجتمع أو لشخص منفرد، وهو يشير إلى أي فن موزع بدون أي تكلفة مباشرة، إنه شكل من أشكال الفن المفاهيمي، إن مصدره هو الاعتقاد بأن الفن يجب أن يكون متوفراً لكل الناس حتى يتمتعوا به، بغض النظر ان كانوا فقراء أو أغنياء، أن يكون متوفراً لخريجي الجامعة أو الفاشلون في الدراسة الثانوية، بما أن الفن المُهدى هو وسيلة تعبيرية عن الفن فإن هذه الفكرة تشمل كل أشكال الفن تقريباً: أفلام، أدب، تسجيلات موسيقية، نحت، الرسم، الرسم على الجدران(3)، الفن الرقمي، عروض الشوارع، الفن الاستعراضي، فن الملصقات، المجلات المصورة، شعر المفاهيمي، والفن الموزع عن طريق الشبكة العنكبوتية. .....الخ.

## تاريخ قصير
الفن الموهوب له تاريخ طويل في الفنون. من المعروف أن العديد من الفنانين يقدمون الفن بحرية لبعضهم البعض، في محاولة لتمرير الأفكار، وما إلى ذلك. بيكاسو والعديد من معاصريه كانوا مولعين بهذا. كان دوشامب أحد أوائل الفنانين في العصر الحديث الذي منح هدية للجمهور من خلال قصته، فاونتن، لعرض فني في عام 1917. لقد أعطى القطعة التي تحمل اسم "R. Mutt" ، لإخفاء هويته كفنان. كان عليه في الواقع دفع 7 دولارات لعرض القطعة في العرض، ولم يكن ينوي أبدًا الحصول على أي أموال منها. أعطاها بحرية ليراها الجميع ويدفع حركة دادا إلى الأمام. في الخمسينيات، بدأ راي جونسون العمل في فن البريد. نشر الفكرة على العديد من الفنانين الآخرين وما زالت تحدث حتى اليوم. في عام 2002 ، تم تركيب لوحة جدارية بحجم 6 أقدام و 53 قدمًا من تصميم روي ليختنشتاين في محطة مترو أنفاق تايمز سكوير في مدينة نيويورك. لقد وهبها الفنان لجميع سكان نيويورك.  في السنوات الأخيرة، تم تبني فن الموهوبين في المقام الأول من قبل فناني الجرافيتي والمدنيين. يعتبر العديد من فناني الكتابة على الجدران العمل الذي يقومون به ليكون فنًا للجمهور. كتب بانكسي في كتبه أنه يعتقد أن الفن أكثر أهمية وأكثر متعة عندما يتم عرضه في الشارع حيث يمكن للناس مشاهدته في حياتهم اليومية مقارنةً بالوقت الذي يتم فيه تعليقه في المتحف.

## قراءة إضافية
- الهدية من لويس هايد عام 1983
- الجدار والسلام من قبل بانكسي، القرن،2005

## روابط خارجية
http://www.designboom.com/contemporary/swoon.html
http://www.nytimes.com/2008/11/16/magazine/16hyde-t.htm
http://airamerica.com/category/topics/adam-neate
http://www.netartreview.net/
http://www.featherandfathomfreeart.wordpress.comملف:P+Art22.pngبوابة+فنون